# 趙愷
趙 愷（ちょう がい、? - 淳熙7年2月9日（1180年3月6日））は、南宋の皇族。諡は恵憲。

## 生涯
第2代皇帝である孝宗と郭氏の次男。早世した荘文太子趙愭は長兄であり、光宗は弟である。子は趙攄・趙抦。孫は趙垓。
寛大で思いやりがあり、右内率府副率に任命され、父が即位すると慶王に封じられた。荘文太子趙愭の死後は同母弟の恭王趙惇（後の光宗）に皇太子の座を奪われたことにより、趙愷は魏王に移封された。恭王を冊立する詔書が下された当時、趙愷は太上皇高宗に呼び出され、居所に戻ると、恭王が太子として立てられたことに気づいた。後に高宗に再び謁見し、「おじいさんが私を留まるようにしたため、弟が座を飛び越えて太子になりました」と問い詰めながら残念な気持ちを表したという。
帝位継承の構図から脱落したものの、皇族の身分が保障されて夫人も華国夫人に昇格するなど、趙愷の存在を慮った父の配慮があったと思われる。魏王として農業・水利などを始めとする内政に尽力して民衆の生活安定に尽くす一方、教育にも尽力した。父に自らの領地で収穫した農作物を贈呈し、その業績を賞賛されている。淳熙元年（1174年）、通判として明州に赴任。
在任中、現地の田租を軽減したり、学問を振興させる善政を施した。二股の麦が描写された絵を朝廷に献上すると、孝宗から励ましの手詔を受けた。淳熙4年（1177年）、荊南・集慶軍節度使・行江陵尹が加わり、翌淳熙5年（1178年）には永興・成徳軍節度使・揚州牧に移ったが、明州通判の位を守っている。淳熙7年（1180年）2月、孝宗に先立って早世した。
趙愷の政治手腕は後世にも高く評価され、祠と碑が造られ名君として讃えられた。子の趙抦が後を継いだが父同様に早世し、趙抦の子の趙垓も3歳で夭折したため、趙愷の系統は断絶した。